# Антипкін Юрій Геннадійович
Юрій Геннадійович Антипкін (нар. 26 червня 1950, Київ) — вчений-клініцист у галузі педіатрії, академік Академії медичних наук України (2007), доктор медичних наук (1990), заслужений діяч науки і техніки України (2003), лауреат Державної премії України в галузі науки і техніки (2004), Президент Асоціації педіатрів України, член Американської Академії педіатрів та Європейської Асоціації педіатрів.

## Біографія
Народився 26 червня 1950 року. У 1975 році закінчив Київський медичний інститут.
З 1975 року працює в Інституті педіатрії, акушерства та гінекології АМН України.
З 1990 року — завідувач науково-практичного відділення з вивчення стану здоров'я дітей, які постраждали від Чорнобильської катастрофи.
З 1995 року — перший заступник директора інституту.
З 2005 року — директор Інституту педіатрії, акушерства та гінекології АМН України.

## Наукова діяльність
Основні напрямки наукової діяльності присвячені вивченню механізмів порушень кальцієвого гомеостазу та систем його регуляції в організмі вагітних жінок і дітей, створення класифікації, розробка методів профілактики і лікування хвороб, пов'язаних з D-гіповітамінозом; дослідженням показників здоров'я дітей, вивчення функціонального стану їх органів при дії різних екологічно шкідливих чинників; а також вивченню актуальних проблем дитячої пульмонології — розробка патогенетично обґрунтованих методів профілактики, реабілітації та лікування найпоширеніших захворювань органів дихання у дітей. Підготував 5 докторів та 14 кандидатів наук. Член редколегій науково-практичних журналів «Педіатрія, акушерство та гінекологія», «Перинатологія та педіатрія», «Український медичний часопис».

## Політична діяльність
Брав участь у виборах до Парламенту 26 жовтня 2014 року в складі списку партії «Сила і честь», був 5-м номером, але партія до парламенту не пройшла.

## Наукові праці
Автор більш як 350 наукових праць, з них 10 монографій, 3 підручники, 2 посібники для студентів та лікарів, 2 науково-популярні книжки, 14 авторських свідоцтв.
- «Показники імунітету та кальцій-фосфорного обміну у дітей раннього віку, що хворіють на вітамін D-дефіцитний рахіт» (2000 р.);
- «Особливості стану колагену і його взаємозв'язків у дітей. народжених після аварії на Чорнобильській атомній електростанції» (2000 р.);
- «Follow up study of the immune systems of children and adolescents living around Chemobyl: evidence for maintenance of 131 Idependent autoimmune thyroid abnormalities 11-12 years after the Chemobyl accident»(2000 р.);
- «Стан бронхіальної гіперчутливості у дітей визначається не тільки запальним процесом в дихальних шляхах» (2001 р.);
- «Чернобыльская катастрофа: Состояние здоровья женщин и детей» (2003 р.);
- «Ионизирующее излучение и иммунная система у детей» (2003 р.);
- «Витамин D и его роль в обеспечении здорвья детей и беременных женщин» (2005 р.);
- «Екосистема великого промислового міста України та діти першого року життя» (2005 р.);
- «Перинатальні проблеми великого промислового міста України» (2007 р.)
- Распространенность симптомов бронхиальной астмы среди детей, проживающих в трех городах Украины с неблагоприятной экологической обстановкой (2007 г.)
- "Медико-психологічні та соціальні проблеми дітей групи соціального ризику, шляхи подолання (2008 р.).

## Нагороди та відзнаки
- Лауреат Державної премії України в галузі науки і техніки (2004)
- Заслужений діяч науки і техніки України (2003)
- Орден князя Ярослава Мудрого V ступеня (2017)
- Орден князя Ярослава Мудрого IV ступеня (2021)[2]